# Tiếng Parthia
Tiếng Parthia, còn gọi là tiếng Pahlavi Arsacid, với nội danh Pahlawānīg, là một ngôn ngữ Iran Tây Bắc cổ đại nay đã mất, từng hiện diện ở Parthia, một vùng miền đông bắc cổ Iran. Tiếng Parthia là ngôn ngữ nhà nước của đế quốc Parthia Arsacid (248 TCN – 224 CN), cũng như các triều đại phát nguyên ra gồm triều Arsacid của Armenia, triều Arsacid của Iberia và triều Arsacid của Albania Kavkaz.
Ngôn ngữ này để lại ảnh hưởng lớn lên tiếng Armenia, một ngôn ngữ mà phần lớn khối từ vựng vay mượn từ các ngôn ngữ Iran. Nhiều từ tiếng Parthia được giữ lại và giờ chỉ còn trong tiếng Armenia.

## Phân loại
Tiếng Parthia là một ngôn ngữ Iran Tây trung đại. Sự tiếp xúc ngôn ngữ làm nó chia sẻ vài đặc điểm với nhóm Đông Iran, dù những nét chung này được thể hiện chủ yếu ở từ mượn. Những đặc điểm này cũng còn sót lại trong từ mượn trong tiếng Armenia.
Tiếng Parthia là một ngôn ngữ Ấn-Âu trong nhóm ngôn ngữ Iran Tây Bắc, trong khi tiếng Ba Tư trung đại, một ngôn ngữ nổi bật khác, thuộc nhóm ngôn ngữ Iran Tây Nam.

## Chữ viết
Tiếng Parthia được viết bằng chữ Pahlavi, một hệ chữ có hai đặc điểm cốt yếu: một, bắt nguồn từ chữ Aram, thứ chữ của quan cung Achaemenid (để viết tiếng Aram hoàng gia); hai, tần suất cao việc bắt gặp chữ Aram được sử dụng như chữ tượng ý hay tượng hình, tức là viết là chữ Aram nhưng âm đọc là của tiếng Parthia.
Tiếng Parthian là một ngôn ngữ của Satrapy ở Parthia, của triều đình Arsacid. Những văn kiện tiếng Parthia chính là vài bản khắc từ Nisa và Hecatompolis còn sót lại, văn bản Mani giáo, những bản khắc đa ngữ thời Sasan, và tàn dư văn học Parthia trong văn học tiếng Ba Tư trung đại kế tục. Trong số này, các văn bản Mani giáo, viết không lâu sau sự sụp đổ vương quyền Parthia, đóng vai trò quan trọng trong phục dựng tiếng Parthia. Những văn bản Mani giáo này không có chữ tượng hình.

## Ghi nhận
Tiếng Parthia được ghi lại trong:
- Chừng 3.000 ostraca (100-29 TCN) ở Nisā miền nam Turkmenistan.
- Một tấm giấy da thế kỷ I chép về việc bán đất tại Awraman, tây nam Iran.
- Những ostraca thế kỷ I ở Shahr-e Qumis miền đông Iran.[9]
- Bài thơ Draxt i Asurig
- Chữ khắc trên tiền xu của các vua Arsacid, thế kỷ I.
- Bản khắc song ngữ ở Seleucia, nằm cạnh dòng Tigris (150-151).[10][11]
- Bản khắc của Ardavan V phát hiện tại Susa (215).
- Vài tài liệu thế kỷ III ở Dura-Europos, cạnh dòng Euphrates.
- Bản khắc ở Kal-e Jangal, gần Birjand ở Nam Khorasan (nửa đầu thế kỷ III).
- Những bản khác của vua và tăng lữ Sassanid thời đầu, bao gồm Ka'ba-ye Zartosht gần Shiraz và Paikuli ở Kurdistan thuộc Iraq.
- Những bản thảo Mani giáo tiếng Parthia không có chữ tượng hình.

| Bảng Unicode chữ Parthia khắc Official Unicode Consortium code chart: Inscriptional Parthian Version 13.0 |   |   |   |   |   |   |   |   |   |   |   |   |   |   |   |   |
| | 0 | 1 | 2 | 3 | 4 | 5 | 6 | 7 | 8 | 9 | A | B | C | D | E | F |
| U+10B4x                                                                                                   | 𐭀 | 𐭁 | 𐭂 | 𐭃 | 𐭄 | 𐭅 | 𐭆 | 𐭇 | 𐭈 | 𐭉 | 𐭊 | 𐭋 | 𐭌 | 𐭍 | 𐭎 | 𐭏 |
| U+10B5x                                                                                                   | 𐭐 | 𐭑 | 𐭒 | 𐭓 | 𐭔 | 𐭕 |   |   | 𐭘 | 𐭙 | 𐭚 | 𐭛 | 𐭜 | 𐭝 | 𐭞 | 𐭟 |